# Africa Source

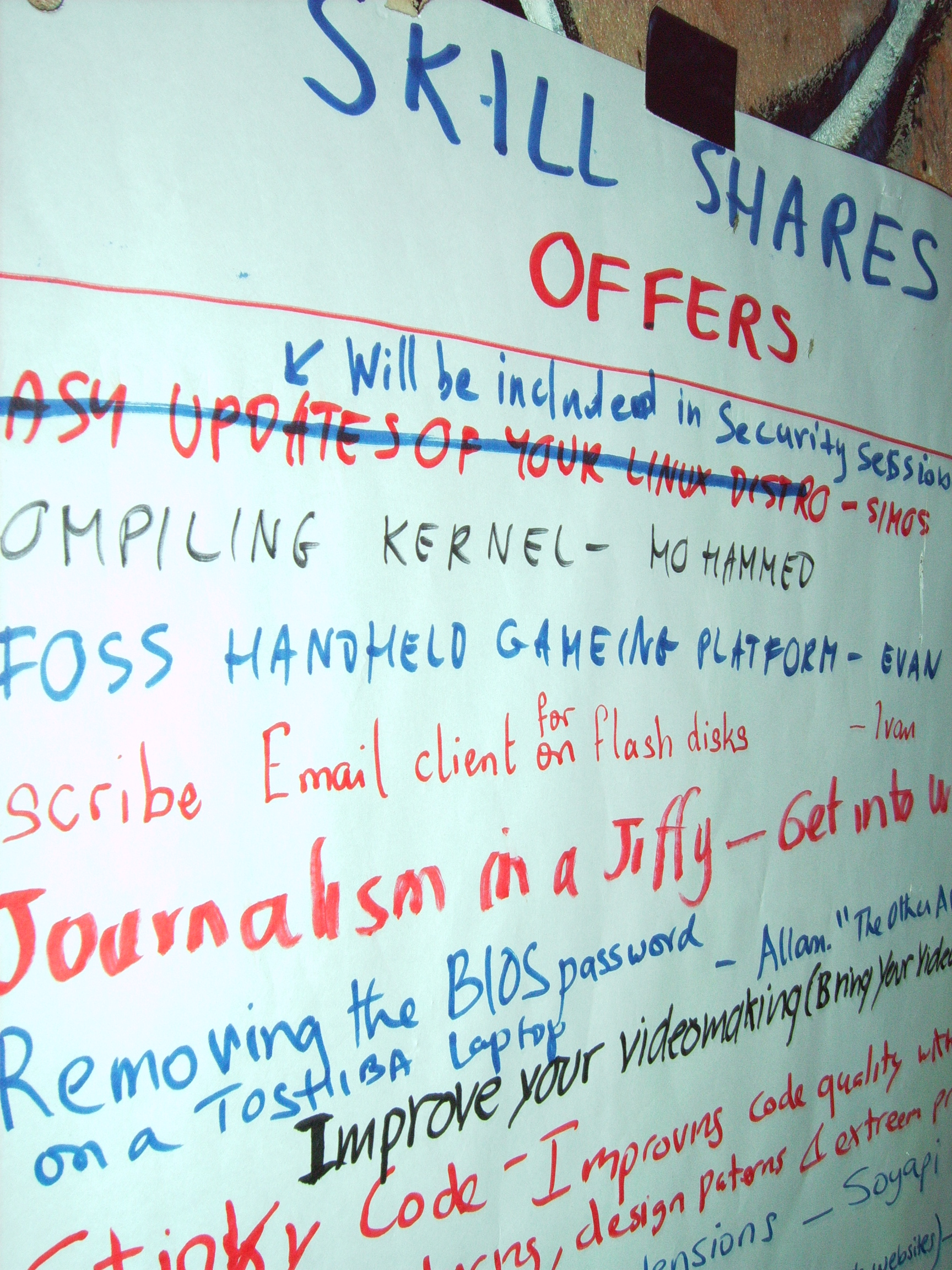
Llista de temes

Africa Source és un esdeveniment o conferència que se celebra a Àfrica i que reuneix la comunitat de programari lliure.

## Edicions
- 2004 Namíbia
- 2006 Uganda